# Deir
El Deir és un edifici monumental excavat i esculpit en pedra a la ciutat antiga de Petra. Fou construït pels nabateus al segle i en honor d'Obodes I després de la seva mort i fa 50 metres d'amplada per aproximadament 45 metres d'alçària. Arquitectònicament és un exemple de l'estil clàssic nabateu i és el segon edifici més conegut del jaciment arqueològic després d'Al-Khazneh.

## Galeria d'imatges

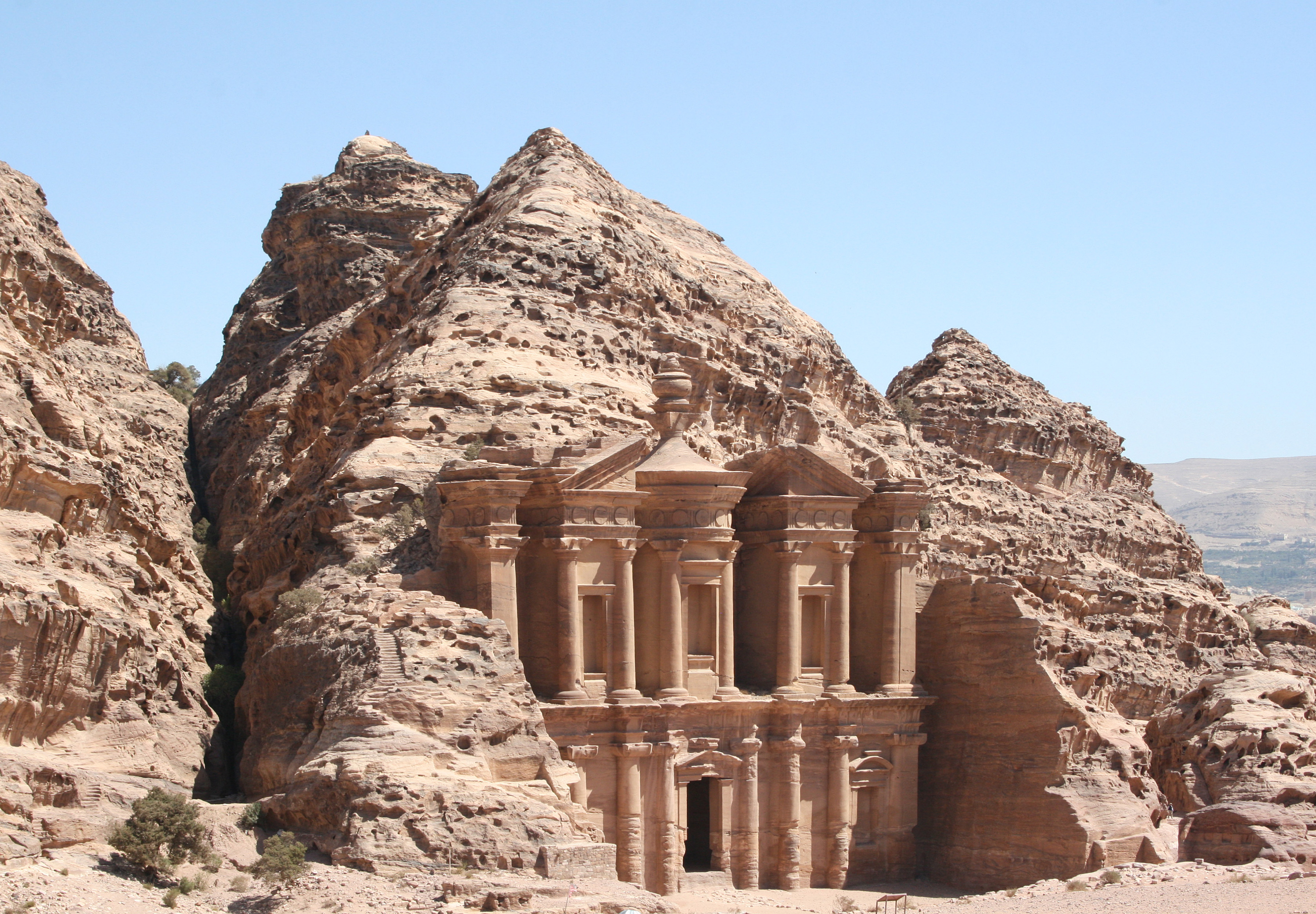
La façana del Deir de 42 m d'alçada
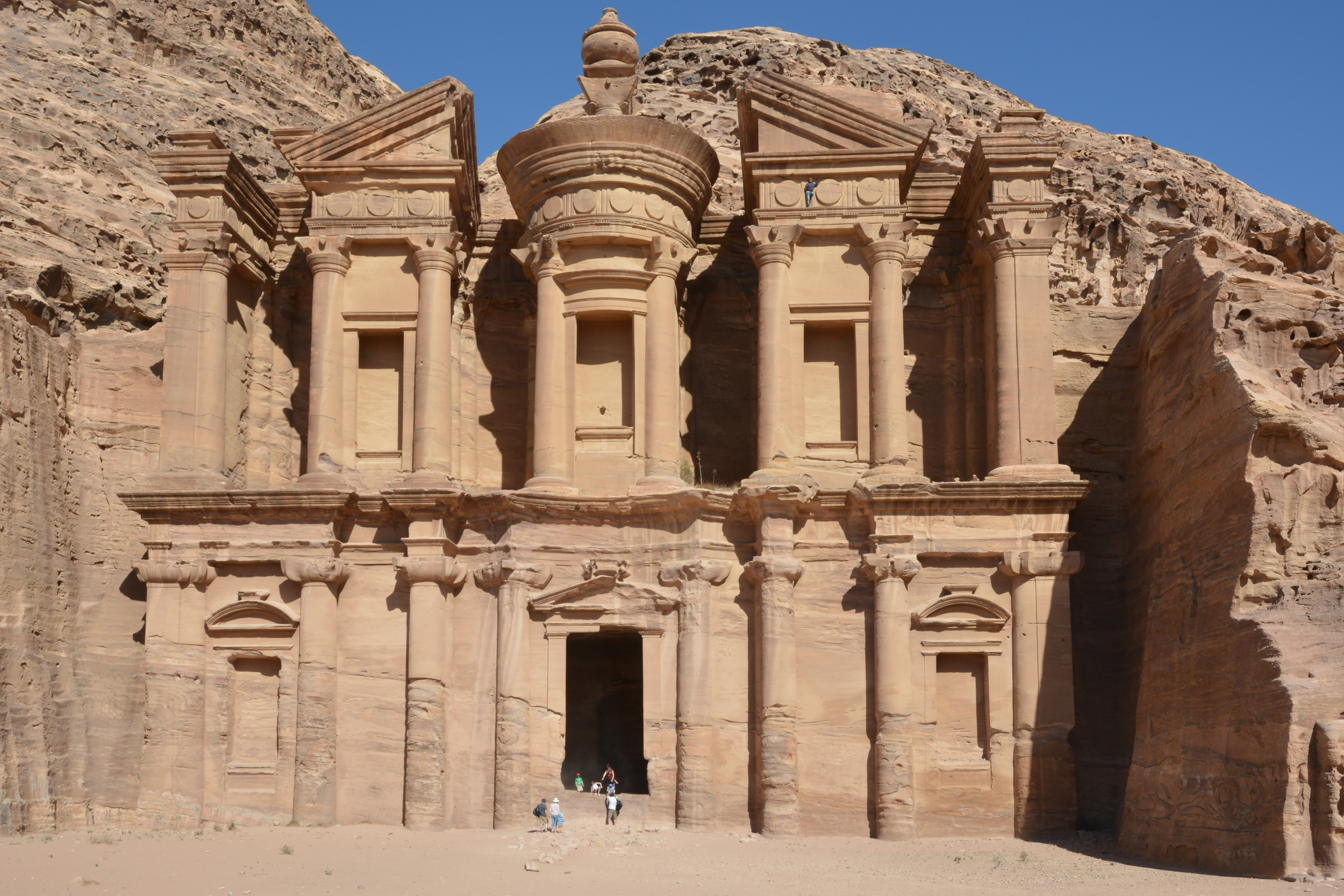
Les persones a la imatge serveixen per comparar les mesures
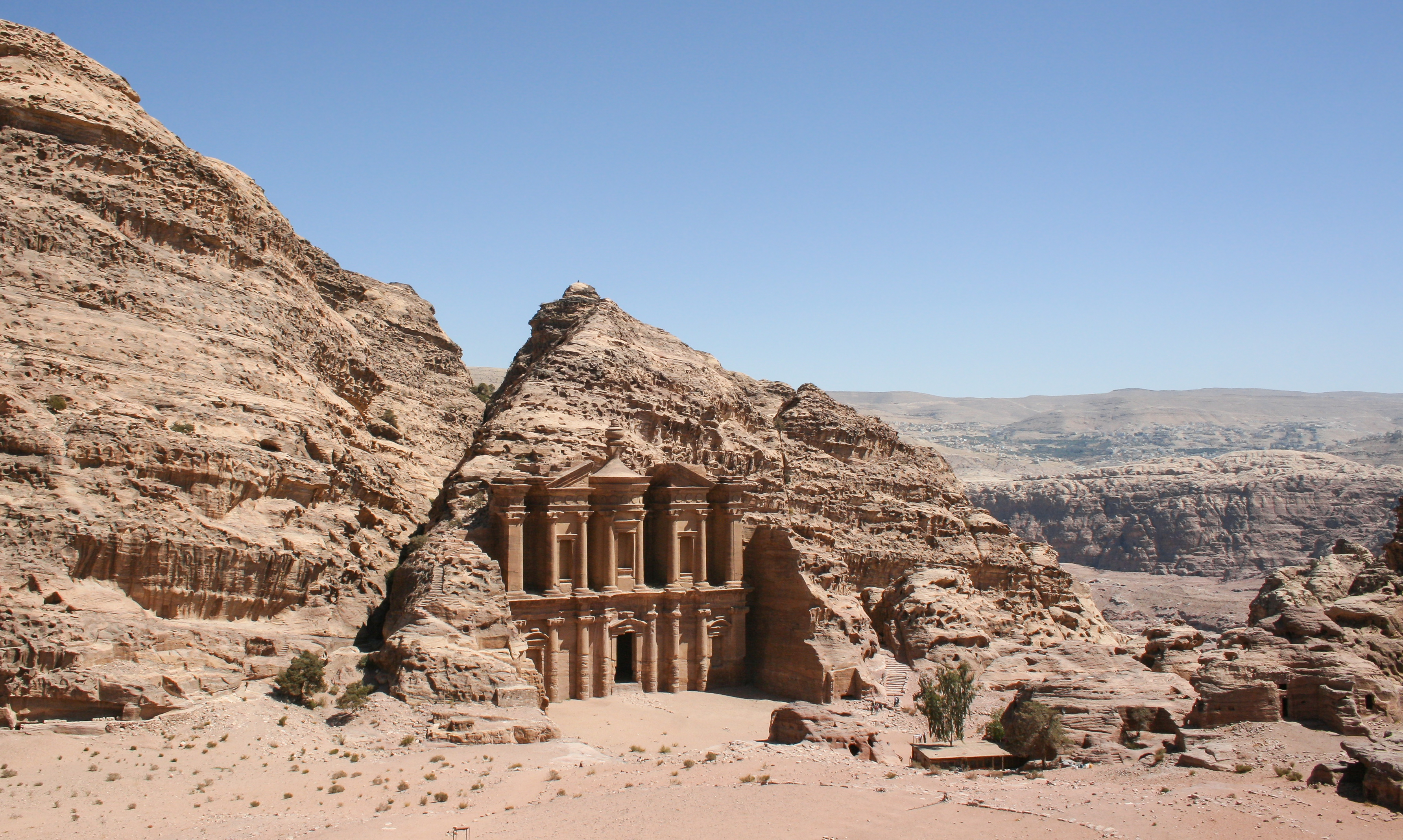
L'esplanada del Deir
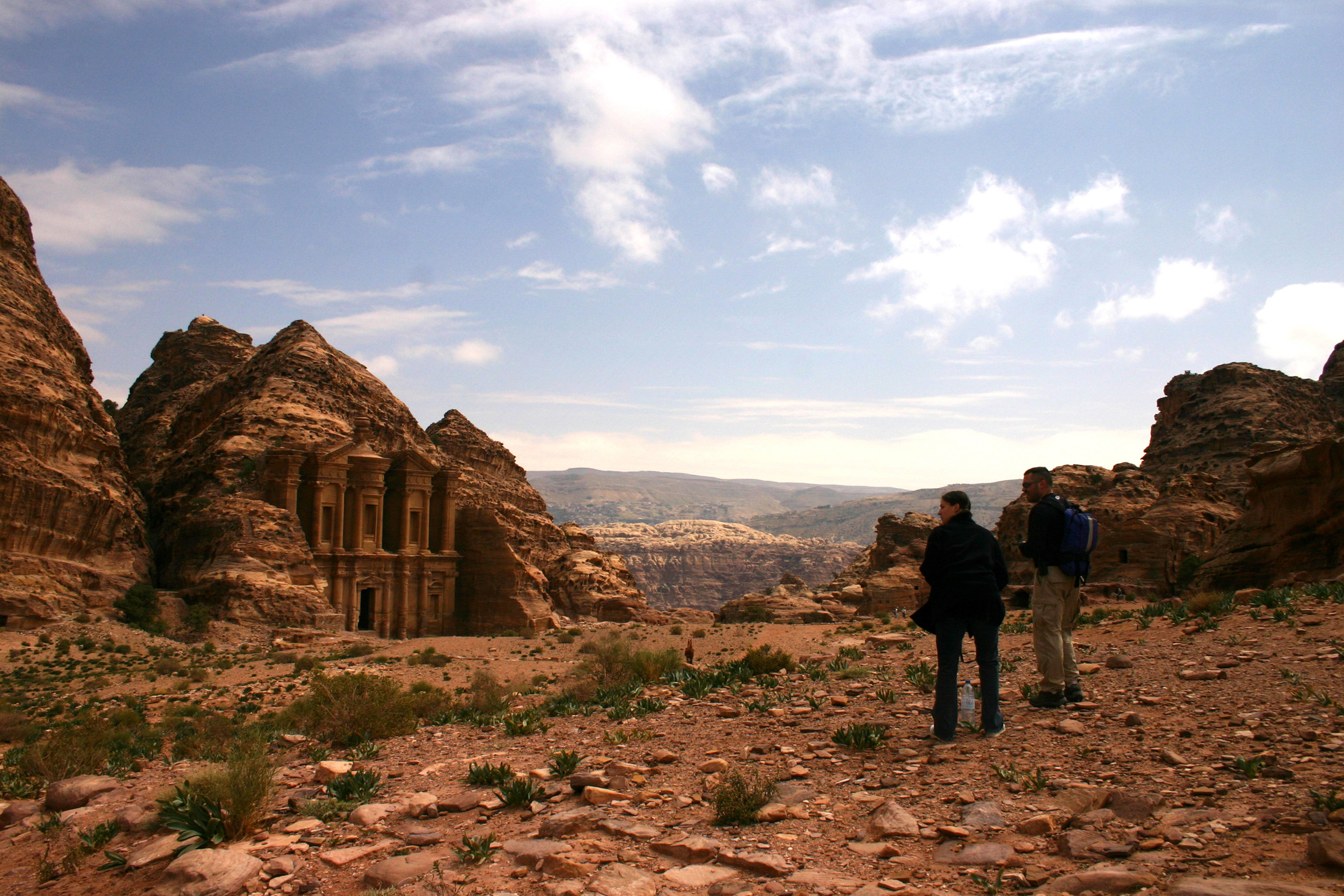
El Deir i l'esplanada
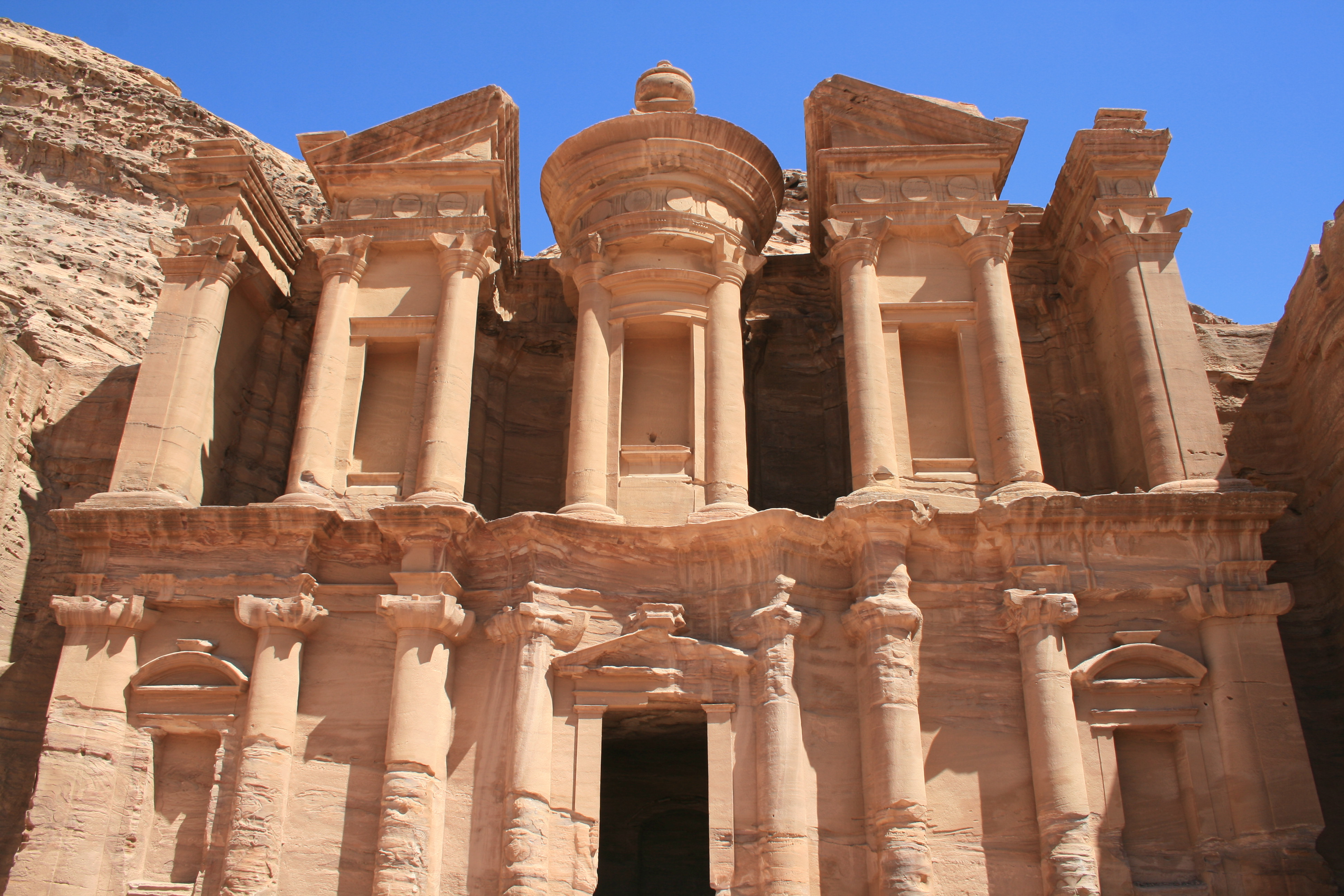
El Deir
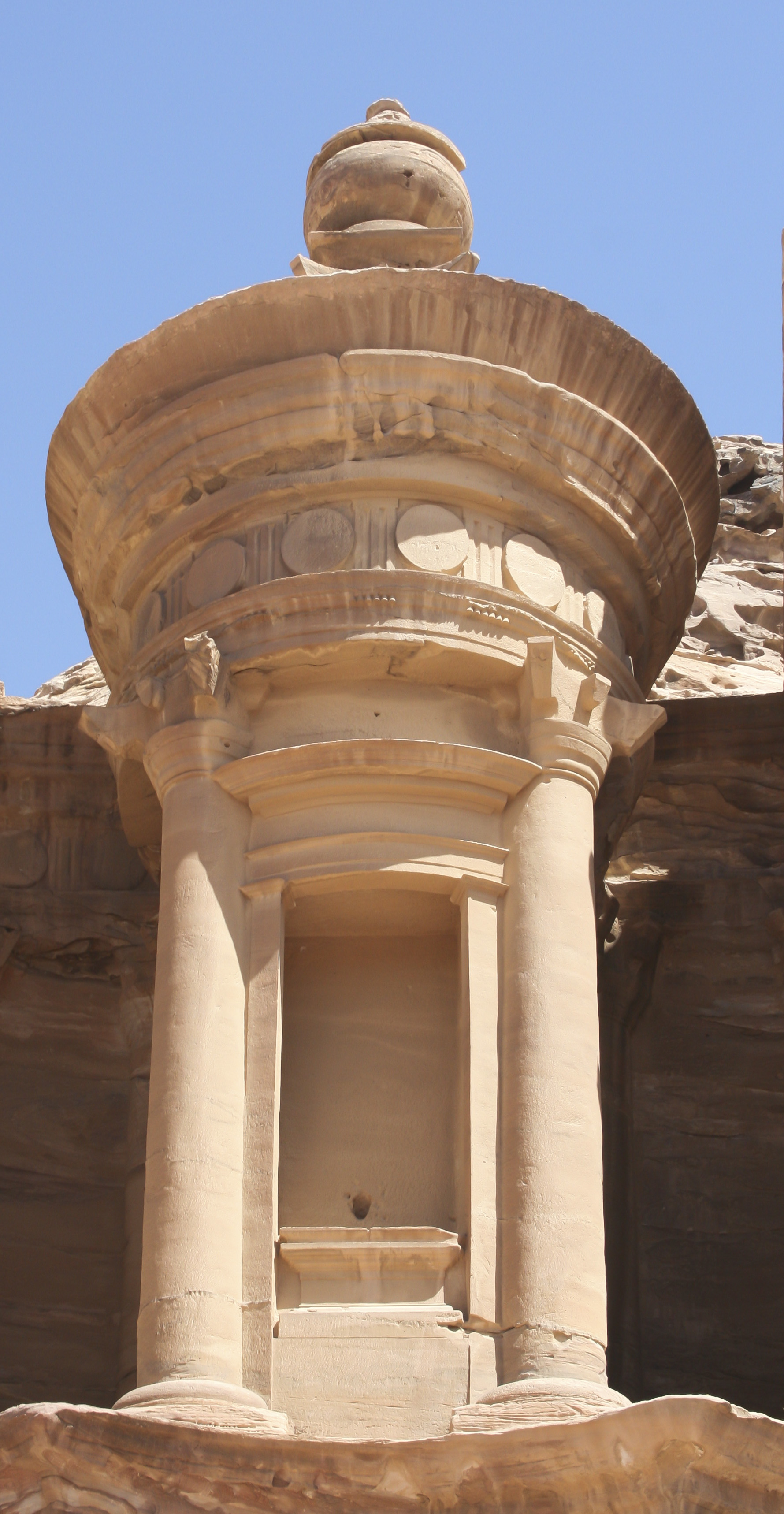
L'urna